# Гармажапова, Александра Цыреновна
Алекса́ндра Цыре́новна Гармажа́пова (род. 7 апреля 1989, Хойтобэе, Бурятская АССР) — бурятская журналистка. Президент  фонда «Свободная Бурятия».

## Биография
Родилась 7 апреля 1989 года в селе Хойто-Бэе Иволгинского района Бурятии. В возрасте 6 лет переехала с родителями в Петербург, там окончила 362 школу. В 2011 году с красным дипломом окончила кафедру международной журналистики факультета журналистики Санкт-Петербургского государственного университета. Дипломную работу посвятила российским средствам массовой информации, повлиявшим на ход революций на Украине и Молдове. В 2015 году успешно завершила обучение в магистратуре Высшей школы экономики (СПб), защитив на «отлично» диссертацию «Феномен „хорроризации“ в восприятии современных петербургских политических журналистов».

## Профессиональная деятельность
Работала корреспондентом отдела политики петербургской интернет-газеты «Фонтанка.ру». В августе 2011 года была уволена из-за материала об использовании Смольным административного ресурса на муниципальных выборах экс-губернатора Валентины Матвиенко.
С 2011 года парламентский корреспондент петербургской «Новой газеты».
Автор громкого расследования 2013 года о кремлёвской фабрике «троллей», прославившейся на весь мир проплаченными комментариями.
В марте 2015 года получила угрозы от организатора Международного русского консервативного форума Юрия Любомирского, который остался недоволен освещением мероприятия «Новой газетой» и пообещал либеральных журналистов повесить («особый привет» передал Гармажаповой).
В июле 2015 года опубликовала нашумевшую колонку об участии бурятских солдат в войне на юго-востоке Украины, заявив, что «в самом страшном сне не могла представить, что за „русский мир“ поедут воевать буряты (не бесплатно, но все же), потому что нам ли не знать, к чему приводит насаждение имперской идеологии и национализм».
В январе 2016 года приняла участие в интернет-флешмобе #КадыровПозорРоссии.
В разное время сотрудничала с Газетой.ру, The New Times, «Эхом Москвы в СПб» и рядом иностранных изданий.

## Политическая деятельность
В 16 лет вступила в петербургское «Молодёжное Яблоко». С 2007 по 2009 год входила в руководящие органы городского «Молодёжного Яблока». Участница маршей несогласных, антифашистских шествий и т. д. В октябре 2006 года объявила, что в знак протеста против травли грузин изменит окончание своей фамилии на «швили», однако родители отговорили от этого шага.
25 ноября 2022 года Минюст России внёс Гармажапову в список физических лиц — «иностранных агентов».

## Награды
- Лауреат петербургского конкурса журналистов «Золотое перо России» в 2011 году.
- Номинант на «Золотое перо-2013» за статью «Где живут тролли. И кто их кормит»[9].
- Обладатель специального приза уполномоченного по правам человека в Санкт-Петербурге в рамках «Золотого пера-2014»[10].